# Cissampelos tropaeolifolia
Cissampelos tropaeolifolia là một loài thực vật có hoa trong họ Biển bức cát. Loài này được DC. mô tả khoa học đầu tiên năm 1817.

## Hình ảnh

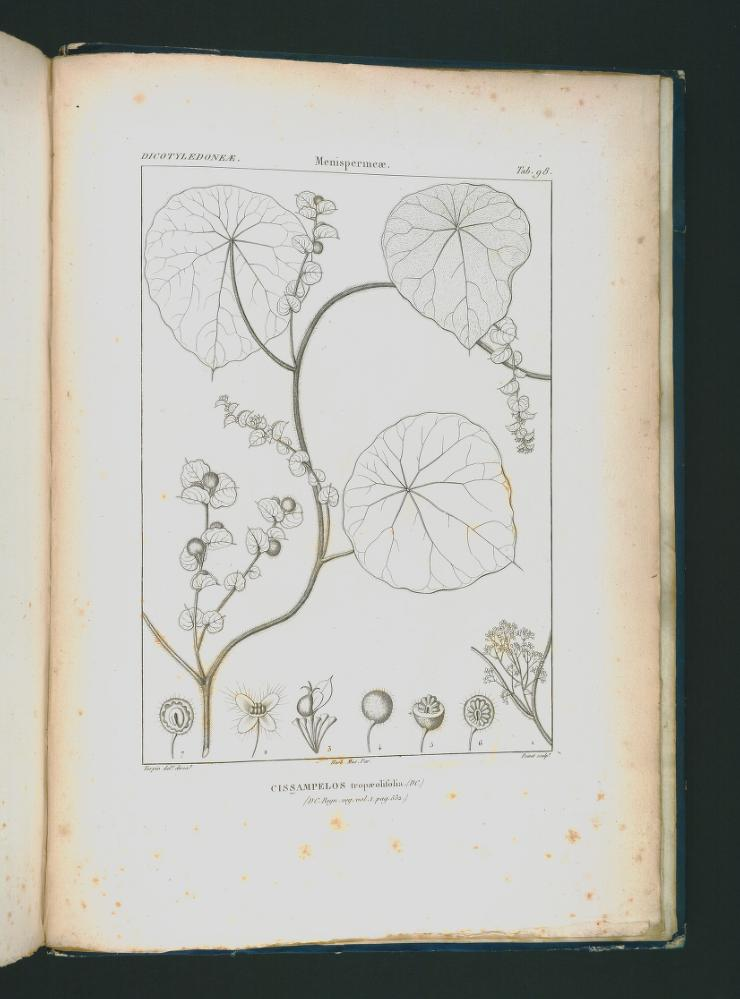